# 王詔 (景泰進士)
王詔（1425年—？），字廷徵，順天府懷柔縣人，軍籍，明朝政治人物。同進士出身。

## 生平
順天府鄉試第五十名。景泰五年（1454年）甲戌科會試第六十四名，殿試登進士第三甲第二百零八名。成化元年（1465年）由刑部主事出任江西南昌府知府。

## 家族
曾祖王德彬。祖父王甫義。父王禮，曾任府知事。